# 마세라티 기블리

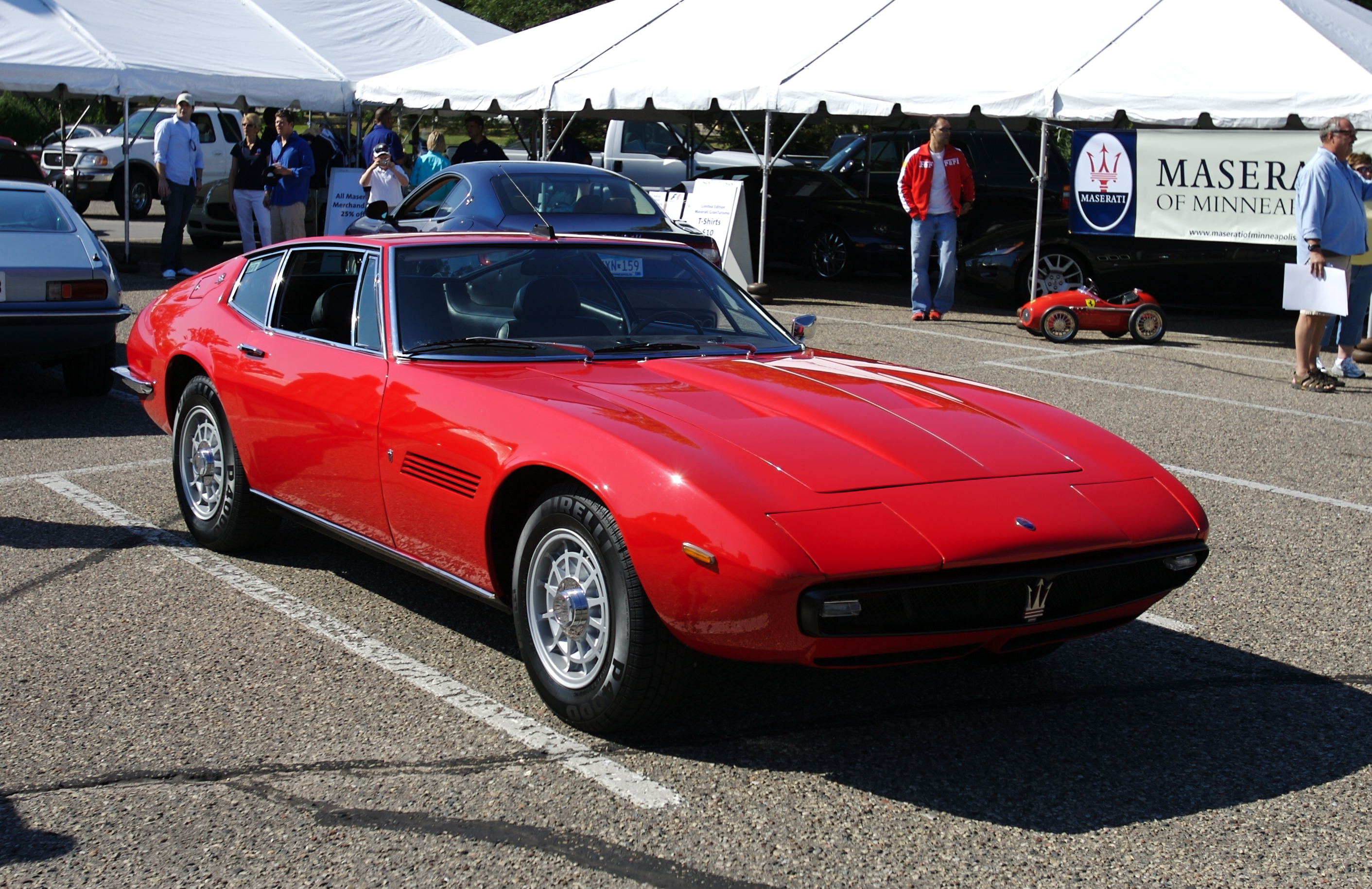
마세라티 기블리

마세라티 기블리(Maserati Ghibli)는 마세라티의 후륜구동 준대형 세단이다.

## 1세대 (AM115) (1967~1973)
1966년 11월 토리노 모터쇼에서 2인승 컨셉트카로 처음 공개되었다. 낮고 상어 모양의 코가 특징인 강철 몸체는 당시 칼로제니아 기아에서 일했던 조르제토 주지아로가 디자인했다. 이 차에는 팝업 헤드 램프, 가죽 프론트 스포츠 시트 및 알로이 휠이 장착되었으며, 몇 년 후 등받이가 없는 쿠션만으로 구성된 뒷좌석 2개가 생산 모델에 추가되었다. 1967년 3월에 양산되었다.
ZF 5단 수동변속기와 결합된 4,719cc (4.7L, 288.0 입방 인치)의 드라이 섬프 V8 엔진이 장착되었다. 엔진의 출력은 310PS (228kW, 306hp)이고, 제로백은 6.8초, 최고 60mph) 시간은 6.8 초였고 최고속도는 155마일 (250km/h)이다.

## 2세대 (AM336) (1992~1998)
2세대 기블리는 1992년 4월 제 62회 토리노 모터쇼에서 공개되었다. 24밸브 트윈터보 엔진과 V6 2.0L 엔진과 6단 수동변속기가 장착되었다.

## 3세대 (M157) (2013~)
3세대 기블리는 2013년 상하이 모터쇼에서 공개되었다. 350/410마력 V6 3.0리터 가솔린 트윈터보 엔진, VM모토리의 275마력 V6 3.0리터 커먼레일 디젤 엔진을 장착했으며, 디젤 사양이 단종된 후에는 마세라티가 자체 개발한 330마력 직렬 4기통 2.0리터 가솔린 터보 마일드 하이브리드가 추가됐다. 이후에는 580마력 V8 3.8리터 가솔린 트윈터보 엔진이 장착된 고성능 버전인 트로페오가 추가됐다. 콰트로포르테와 공용하는 F160 V6 3.0리터 가솔린 터보 엔진은 크라이슬러의 펜타스타 엔진을 페라리에서 개량하여 트윈터보를 장착한 유닛이다.
마세라티의 SUV 르반떼가 3세대 기블리의 후륜구동 플랫폼을 공용한다.

## 경쟁차종
- 메르세데스-벤츠 - CLS 클래스
- 아우디 - A7
- BMW - 6 시리즈 그란 쿠페
- 제네시스 - G80 스포츠
- 재규어 - XF